# Liga Comunista Internacional
A Liga Comunista Internacional (LCI) é uma organização comunista de caráter internacionalista. Sua ideologia guia é o Marxismo-Leninismo-Maoismo, Principalmente Maoismo.

## Membros
Em seu documento de fundação, a LCI mencionou 7 partidos comunistas e 8 grupos políticos.
| País      | Organização                                                                                               | Abreviação        |
| --------- | --- | ----------------- |
| Austria   | Comitê para a Fundação do (maoista) Partido Comunista da Áustria                                          | KG(m)KPÖ          |
| Brasil    | Partido Comunista do Brasil                                                                               | P.C.B.            |
| Chile     | Fração Vermelha do Partido Comunista do Chile                                                             | FRPCCh            |
| Colômbia  | Partido Comunista da Colômbia (Fração Vermelha) Poder Proletário – MLM Organização do Partido da Colômbia | PCC(FR) PP-OP-MLM |
| Equador   | Partido Comunista do Equador - Sol Vermelho (Punka Inti)                                                  | PCE-SR            |
| Finlândia | Comitê Maoísta na Finlândia                                                                               | MKS               |
| França    | Partido Maoísta Comunista da França                                                                       | PCM (F)           |
| Alemanha  | Comitê Bandeira Vermelha                                                                                  | KRF               |
| México    | Comitê para a Reconstituição do Partido Comunista do México                                               | CR-PCM            |
| Noruega   | Servir ao Povo - Liga Comunista da Noruega                                                                | TF-KB             |
| Peru      | Partido Comunista do Peru                                                                                 | PCP               |
| Espanha   | Partido Comunista Maoísta da Espanha                                                                      | PCM (E)           |
| Suécia    | Liga Comunista da Suécia                                                                                  | SKF               |
| Turquia   | Partido Comunista da Turquia/Marxista-Leninista                                                           | TKP/ML            |

## Teoria Política
A Liga Comunista Internacional se declara abertamente como Marxista-leninista-maoista, Pensamento Gonzalo e apoia os Aportes de Validez Universal do Presidente Gonzalo (AvuPG). Também se declaram como Anti-Revisionistas considerando o Marxismo-leninismo-maoismo-caminho prachanda e o Avakianismo do Partido Comunista Revolucionário (EUA) como sendo revisionistas e contrarrevolucionários que tentam conter a revolução maoista.
A organização defende a universalidade da Guerra popular prolongada (GPP) ou seja, que a guerra popular é possível de ser aplicada em todos os países do mundo. A organização também diz que a guerra popular é um dos princípios importantes e fundamentais do Marxismo-Leninismo-Maoismo. Defendende também o Partido Militarizado e a Construção Concêntrica, delineando seus princípios: 
1. Poder sob a direção do proletariado na revolução democrática.
2. Poder para a ditadura do proletariado nas revoluções socialistas e sucessivas revoluções culturais;
3. Poder baseado numa força armada dirigida pelo Partido Comunista, conquistada e defendida mediante a guerra popular[4]

## História
Organizações maoistas globais já existiram antes, como o Movimento Internacionalista Revolucionário (MIR) e a Conferência Internacional de Partidos e Organizações Marxistas-Leninistas (ICMLPO), ambas sendo dissolvidas por volta de 2010. Durante esta mesma década, muitos movimentos que seguiam os Aportes Universais do Pensamento Gonzalo começaram a surgir pela América Latina e a Europa.
Em janeiro de 2022, comunicados foram publicados em um blog maoista holandês, Communist International, expressando o interesse de múltiplos partidos para formar uma Conferência Maoista Internacional Unificada. Em dezembro de 2022, foi declarada a fundação da liga para a formação de uma nova Internacional Comunista, a Liga Comunista Internacional (LCI).

## Controvérsias
A Liga Comunista Internacional (LCI) se envolveu em muitas polêmicas e foi duramente criticada por várias organizações comunistas. Em declarações, o Partido Comunista da Índia (Maoista) e o Partido Comunista das Filipinas expressam divergências ideológicas com a Liga, em especial a universalidade da Guerra popular prolongada que foi defendida pela LCI e pelo Servir o Povo (Noruega), e também discordam sobre a criação prematura de uma organização maoista internacional.
A Liga Comunista Internacional respondeu as críticas feitas pelo PCI (Maoista), alegando que a criação de uma liga maoista é valida e deve ser criada. O Servir o Povo (Noruega) respondeu as críticas feitas pelo Partido Comunista das Filipinas.
Mas essas críticas não foram o suficiente para separar os grupos, a Liga Comunista Internacional ainda apoia o Partido Comunista da Índia (Maoista) e o Partido Comunista das Filipinas e vice-versa.